# SaGa
SaGa (jap. サガ; Sa•Ga) ist der Oberbegriff für eine Serie von Computer-Rollenspielen für verschiedene Systeme, die seit 1988 veröffentlicht werden, und bisher neun Titel umfasst. Entwickler dieser Spiele ist in allen Fällen Square beziehungsweise der Nachfolger Square Enix, wobei für die Projekte der Serie fast durchgängig Akitoshi Kawazu in verschiedenen Positionen verantwortlich war.
Obwohl jeder Teil dieser Serie für sich alleingenommen steht, und bis auf allgemeine Thematiken oder Hintergrundgeschichten keine Verbindungen zu vorher oder nachher veröffentlichten Spielen hat, kann man die neun Spiele in drei einzelne Themengruppen gliedern. Das beruht einerseits auf den jeweils verwendeten Spielmechaniken und Hintergrundszenarien, andererseits auf den verschiedenen Konsolen, für welche die Spiele erschienen sind.

## Final Fantasy Legend
Bei der ersten dieser thematischen Gruppierungen handelt es sich um die Final-Fantasy-Legend-Serie. Es handelt sich dabei um drei Rollenspiele für den Game Boy, die zwischen 1989 und 1993 erschienen sind, und dessen erster Teil das erste für den Game Boy erschienene Rollenspiel darstellt. Alle drei dieser Spiele wurden sowohl in Japan als auch in Amerika veröffentlicht, erschienen jedoch nie in Europa. 1998 wurden die Spiele nach einem Lizenzwechsel ein weiteres Mal in Amerika veröffentlicht, dieses Mal von Sunsoft. 2002 erfolgte eine Portierung des ersten Teils für den Wonderswan Color, welche aber nur in Japan erschien, und das grafisch und auch inhaltlich an moderne Verhältnisse angepasst wurde. Die amerikanische Erstausgabe dieser Serie (in vollständiger Form, mit Verpackung und Karte) gilt unter Sammlern als sehr selten.
Allen diesen drei Spielen gemeinsam ist die Art und Weise, wie an das Konzept der spielerischen Rassen und Klassen herangegangen wird. Anstelle von Regeln und Spielmechaniken, die für alle Spielfiguren gelten, besitzt jede ihre eigene, was beim Spiel beachtet werden muss. So gibt es kein klassisches Erfahrungssystem, sondern die Entwicklung der Figuren ist je nach Grundklasse unterschiedlich und kann von einer allmählichen Entwicklung durch die wiederholte Nutzung von Waffen oder Magie über das Anlegen oder einbauen verschiedener neuer Ausrüstungsgegenstände bis hin zur Änderung der eigenen Art durch das konsumieren von Fleischüberresten besiegter Gegner reichen. Man steuert in allen Teilen eine Gruppe aus verschiedenen möglichen Arten (die je nach Spiel von normalen Menschen über Mutanten, Monster bis hin zu Robotern reichen kann), welche durch verschiedene Welten reist, um das jeweilige Spielziel zu erreichen.
Die spielerischen Hintergründe, die in dieser Serie verwendet wurden, waren dabei an den bisherigen Rollenspielen, wie sie auf dem NES und PCs erschienen, angelehnt. Verschiedene, für sich alleinstehende Gebiete und Türme (die hier als Verliese dienen), hatten zumeist ein grundlegendes mythologisches Thema, die von westlichen und östlichen Göttern, über Legenden verschiedener Kulturen bis hin zu Referenzen aus modernen Filmen reichen konnte. Jede dieser kleinen Welten bot oft eine Hauptaufgabe, die zum Weiterkommen notwendig war, und mehrere kleine Nebenaufgaben, die optional durchgeführt werden konnten, und zusätzliche Ausrüstung oder Fähigkeiten boten. Die Reihenfolge, in der diese Welten bewältigt werden, ist dabei nicht unbedingt vom Spiel vorgegeben, stattdessen ist es in der für die SaGa Serie typischen Nichtlinearität möglich, selbst zu entscheiden, was man wann machen möchte. In jedem Spiel war die Betrachtungsweise, welche von oben auf die Welt schaute, identisch, und das System der zufälligen Begegnungen mit darauf folgendem rundenbasiertem Kampf, in dem man die Gegner neben- und übereinander vor sich präsentiert sieht, ein weiteres Mal verwendet worden.

## Romancing SaGa
Eine zweite Gruppierung in der SaGa Umgebung ist Romancing SaGa, drei weitere Rollenspiele, die zwischen 1992 und 1995 für das SNES veröffentlicht wurden. Diese Serie erschien ursprünglich nur in Japan. 2001 wurde eine Portierung des ersten Teils für den Wonderswan Color in Japan veröffentlicht, und 2005 folgte eine grafisch verbesserte Version für die PlayStation 2, die auch als einziger Teil in Amerika erschien.
Der Fokus dieser drei Teile liegt ein wenig mehr auf der erzählten Geschichte, als das noch in Final Fantasy Legend der Fall war. Wie zuvor haben die einzelnen Spiele nichts miteinander zu tun, sondern teilen sich neben dem Titel vor allem Spiel- und Kampfsystem. So haben alle Titel wiederum die Sicht von oben auf das Geschehen gemein, die Kämpfe werden dieses Mal in einer Seitenansicht dargestellt, wobei beide Parteien eine Seite einnehmen. Im Vergleich zu früher sind die Szenarien, auf denen die jeweiligen Titel basieren, abwechslungsreicher und umfangreicher als früher. Wahlweise erlebt man verschiedene Geschichten innerhalb eines großen Szenarios aus der Perspektive verschiedener Grundfiguren (im ersten Teil, wo einem acht verschiedene Handlungslinien zur Verfügung stehen), beobachtet die Entwicklung und Steuerung eines ganzen Imperiums über mehrere Generationen hinweg (im zweiten Teil, in dem man einen Herrscher und dessen mögliche Erben verkörpert) oder durchlebt eine Hintergrundgeschichte aus der Perspektive verschiedener darin vorkommender Figuren (im dritten Teil, wo man wieder die Wahl verschiedener Figuren hat, die aber größtenteils eine gemeinsame Geschichte erleben).
Zu den spielerischen Mechaniken zählt in diesen Spielen, dass die Spielfiguren durch ihre Herkunft und ihr Alter definiert werden. Das geht so weit, dass zum Beispiel im zweiten Teil durch die Weitergabe von Eigenschaften der Eltern die mögliche Entwicklung der Kinder gesteuert werden kann. Ebenfalls typisch ist es, dass man nur eine Hauptfigur steuert und den Rest der Gruppe durch verschiedene rekrutierbare NSCs auffüllt, die sowohl rein generische Randfiguren als auch Hauptfiguren der jeweiligen Hintergrundgeschichte sein können. Kämpfe, die nun durch ein je nach Spiel unterschiedlich entworfenes Raster ergänzt werden, in den man seine Figuren positioniert, dienen sowohl der Weiterentwicklung der Figuren, als auch der Progression in der Hintergrundgeschichte. Zusätzlich bietet diese Gruppenaufstellung neue und teilweise für ein erfolgreiches Spiel wichtige neue Techniken, die im Kampf zum Einsatz kommen. Im Unterschied zur Final-Fantasy-Legend-Serie sind dabei Kämpfe auf der Umgebungskarte durch umherlaufende Monster vorher sichtbar und nicht mehr zufällig. Weitere Besonderheiten, die in einigen oder allen Teilen vorkommen, sind zum Beispiel die Möglichkeit des für solche Spiele sehr seltenen permanenten Todes von Spielfiguren und die Einführung von Spielelementen aus Aufbau- und Strategiespielen.

## SaGa Frontier
Die dritte und letzte kleine Serie mit SaGa-Hintergrund besteht aus drei Rollenspielen, welche zwischen 1997 und 2003 veröffentlicht wurden. Die ersten beiden Teile erschienen dabei unter dem Titel SaGa Frontier für die Playstation, der letzte Teil als Unlimited Saga für die Playstation 2. Alle Teile erschienen auch außerhalb Japans, SaGa Frontier 2 war zudem der erste Teil der Serie, der offiziell in Europa auf den Markt kam.
Nachdem das ursprünglich als vierter Teil der Romancing SaGa Serie geplante Spiel während der Entwicklungsphase aufgrund von Zeitmangel und einer neuen Ausrichtung als erster Teil der nun neuen SaGa Frontier Serie veröffentlicht wurde, hat man einen Großteil der alten Spielmechaniken und Grundideen ein weiteres Mal verwendet. Wiederum stehen einem bei Spielbeginn verschiedene Figuren zur Wahl, um die herum sich die Geschichte entwickelt, und die einen eigenen Fokus im Spiel haben. Ebenso wurde das System der Fortentwicklung der Spielgeschichte durch Erben und Nachfolger der Hauptfiguren wiederverwendet. Der spielerische Hintergrund ist dieses Mal deutlich Science-Fiction-lastiger als in Romancing Saga, wo der Fantasyaspekt noch im Vordergrund stand. Neue technische Möglichkeiten, welche die Playstation bot, wurden nur wenig, zum Beispiel durch erweiterte grafische Darstellungen wie eine isometrische Betrachtungsweise der Oberwelt genutzt, während traditionelle Techniken wie handgezeichnete Hintergründe weiterhin für Zwischensequenzen eingesetzt wurden.
Schon durch die ursprüngliche Designentscheidung, einen vierten Teil der Romancing SaGa entwickeln zu wollen, wurde festgelegt, dass ein weiteres Mal die bisher bekannten Kampf- und Spielmechaniken zum Einsatz kommen werden. Neu hinzugekommen sind beispielsweise eine zusätzliche Motivation und Spielhilfe für ein erneutes Durchspielen mit einer anderen Figur, indem ein erstmals erfolgreich abgeschlossenes Spiel Boni für spätere Spiele bietet. Im zweiten Teil konzentrierte man sich auf zwei Hauptgeschichten und führte nach dem Vorbild von Suikoden zusätzliche Möglichkeiten zur Auseinandersetzung ein. Der dritte Teil, Unlimited Saga, wich dagegen stark von den Vorgängerversionen ab. Bewegungen in der Umgebung und den Verliesen erfolgt nun rundenbasiert wie in einem Tabletopspiel, wobei an jedem Punkt der Bewegung zufällige Ereignisse wie Fallen, Hindernisse oder Gegner eintreten können. Ein weiteres neues Element ist das Reel (Rolle/Band), welches ein Zufallselement bei der Anwendung von Spielaktionen wie dem Öffnen einer Kiste oder der Anwendung eines Zauberspruches einführt. Vergleichbar dem Judgment Wheel aus Shadow Hearts werden dabei verschiedene Erfolgs- und Misserfolgszonen über ein rotierendes Band verteilt, wobei die Verteilung von den eigenen Fähigkeiten abhängt. Je nachdem, wo das Band beim Tastendruck anhält, wird die gewünschte Aktion durchgeführt. Zudem existiert in diesem letzten Teil der Serie ein System aus Fähigkeiten, die in ein Raster platziert werden können, um die Ausrichtung der gespielten Figuren zu einem Teil selbst zu beeinflussen, der sich aus der Art und Weise ergibt, wie grundlegende Fähigkeiten untereinander kombiniert werden.